# Lékařská fakulta v Hradci Králové Univerzity Karlovy
Lékařská fakulta v Hradci Králové Univerzity Karlovy je jednou z pěti lékařských fakult pražské Univerzity Karlovy. Zároveň je jednou ze tří fakult, které nesídlí v Praze. V Hradci Králové se nachází také farmaceutická fakulta a další lékařská fakulta je v Plzni.
Funkcionalistická budova fakulty byla postavena v letech 1936–1939 architektem Janem Rejchlem jako velitelství druhého armádního sboru, ale svému účelu nikdy nesloužila, protože ji po okupaci roku 1939 obsadilo gestapo a během druhé světové války zde mělo svůj štáb. Od roku 1981 je chráněna jako kulturní památka.

## Historie
Královéhradecká lékařská fakulta navazuje na místní pobočku původní Lékařské fakulty Univerzity Karlovy, která byla založena v Hradci Králové dekretem prezidenta republiky v roce 1945. Ta byla v roce 1951 zrušena a na jejím místě byla rozkazem prezidenta republiky zřízena Vojenská lékařská akademie Jana Evangelisty Purkyně. I toto opatření však nebylo trvalé a již po sedmi letech byla z lékařské akademie vytvořena samostatná lékařská fakulta, která byla začleněna do Univerzity Karlovy- Vojenská lékařská akademie Jana Evangelisty Purkyně byla v roce 1988 obnovena a v roce 2004 se z ní stala Fakulta vojenského zdravotnictví Univerzity obrany.
V dubnu 2022 nabylo právní moci poslední stavební povolení pro projekt MEPHARED 2, týkající se dostavby kampusu, jakožto výukové a výzkumné základny lékařské a farmaceutické fakulty. Stavba dvou budov kampusu, s rozpočtem více než šesti miliard korun, započala na podzim 2023 a slavnostní zahájení se uskutečnilo v březnu 2024. Dokončení bylo naplánováno na rok 2026.

## Studium

### Bakalářské studijní programy a obory
- Všeobecné ošetřovatelství (Bc.)
- Porodní asistence (Bc.)

### Magisterské studijní programy
- Všeobecné lékařství (MUDr.)
- Zubní lékařství (MDDr.)

### Doktorské studijní programy
- Anatomie, histologie a embryologie (Ph.D.)
- Fyziologie a patologická fyziologie (Ph.D.)
- Gynekologie a porodnictví (Ph.D.)
- Hygiena, preventivní lékařství (Ph.D.)
- Chirurgie (Ph.D.)
- Klinická biochemie (Ph.D.)
- Klinická onkologie a radioterapie (Ph.D.)
- Lékařská biofyzika (Ph.D.)
- Lékařská biologie (Ph.D.)
- Lékařská farmakologie (Ph.D.)
- Lékařská chemie a biochemie (Ph.D.)
- Lékařská imunologie (Ph.D.)
- Lékařská mikrobiologie (Ph.D.)
- Oční lékařství (Ph.D.)
- Patologie (Ph.D.)
- Pediatrie (Ph.D.)
- Psychiatrie (Ph.D.)
- Radiologie (Ph.D.)
- Stomatologie (Ph.D.)
- Veřejné zdravotnictví (Ph.D.)
- Vnitřní nemoci (Ph.D.)

Uvedené bakalářské a doktorské programy je možné studovat i v kombinované formě, magisterské a doktorské programy jsou nabízeny také v anglickém jazyce.

## Vedení fakulty
Kolegium děkana od roku 2018.
- prof. MUDr. Jiří Manďák, Ph.D. – děkan, zástupce přednosty Kardiochirurgické kliniky LFHK UK a FNHK
  - doc. Ing. Josef Hanuš, CSc. – proděkan pro technický rozvoj a informatiku, zástupce přednosty Ústavu lékařské biofyziky LFHK UK
  - prof. PharmDr. Emil Rudolf, Ph.D. – proděkan pro výuku v angličtině, přednosta Ústavu lékařské biologie a genetiky LFHK UK
  - prof. MUDr. Jiří Petera, Ph.D. – proděkan pro zahraniční styky a vnější vztahy, přednosta Kliniky onkologie a radioterapie LFHK UK a FNHK
  - prof. MUDr. Petr Hejna, Ph.D. – proděkan pro vědeckou činnost, přednosta Ústavu soudního lékařství LFHK UK a FNHK
  - prof. MUDr. RNDr. Milan Kaška, Ph.D. – proděkan pro doktorské studijní programy a výuku bakalářských programů, profesor Chirurgické kliniky LFHK UK a FNHK
  - doc. MUDr. Radovan Slezák, CSc. – proděkan pro výuku zubního lékařství, přednosta Stomatologické kliniky LFHK UK a FNHK
  - prof. MUDr. Hana Langrová, Ph.D. – proděkanka pro výuku všeobecného lékařství, zástupkyně přednostky Oční kliniky LFHK UK a FNHK
  - doc. MUDr. Stanislav Plíšek, Ph.D. – proděkan pro specializační vzdělávání lékařů, docent Kliniky infekčních nemocí LFHK UK a FNHK
    - prof. MUDr. RNDr. Miroslav Červinka, CSc. – emeritní děkan, zástupce koordinátora hodnocení tvůrčí činnosti Ústavu lékařské biologie a genetiky LFHK UK
    - Ing. Věra Tlapáková – tajemnice
    - prof. MUDr. Vladimír Palička, CSc., dr. h. c. – ředitel Fakultní nemocnice Hradec Králové, profesor Ústavu klinické biochemie a diagnostiky LFHK UK a FNHK
    - prof. MUDr. Jaroslav Malý, CSc. – člen kolegia, profesor IV. interní hematologické klinika LFHK UK a FNHK